# Canal Waddington
El canal Waddington es un canal de riego de 120 km de longitud que lleva aguas desde la ribera izquierda del río Aconcagua derivadas desde una bocatoma cercana a la ciudad de La Calera hasta Limache. Administrado por la Asociación de Canalistas del Canal Waddington, riega unas 1661 hectáreas de las provincias de Quillota y Marga Marga.: 2–281 
Fue construido bajo la dirección de Josué Waddington, quien desarrolló un proyecto en 1862, no solo para un canal de riego, sino que también para llevar agua potable a la ciudad de Valparaíso. Este plan, del ingeniero Guillermo Lloyd, consistía en un canal de 240 km de longitud para entregar agua a la ciudad puerto. Esta iniciativa original quedó a medio terminar, ya que solo se completó el trayecto hasta el valle de Limache.